# Phyllomedusa ecuatoriana
Phyllomedusa ecuatoriana là một loài ếch ở Hylidae họ.
Đây là loài đặc hữu của Ecuador.
Môi trường sống tự nhiên của chúng là vùng núi ẩm nhiệt đới hoặc cận nhiệt đới, sông ngòi, đầm nước ngọt, và đầm nước ngọt có nước theo mùa.
Chúng hiện đang bị đe dọa vì mất môi trường sống.